# Кислота Бренстеда
Кислота Бренстеда (англ. Bronsted acid) — молекулярний індивід, що здатний віддавати гідрон (протон) основі (тобто донор гідронів) або відповідна хімічна форма.
Наприклад, H2O, H3O+, CH3COOH, H2SO4, NH3.